# Monkey D. Luffy
Monkey D. Luffy (モンキー・D・ルフィ; Monkí D. Rufi; Hepburn: Monkī D. Rufi) fiktív karakter, kalózkapitány. Oda Eiicsiró One Piece című mangájának, és az abból készült animének a főszereplője. Legénysége a Mugiwara no Kaizoku - Szalmakalap Kalózok -, más néven Szalmakalapos Kalózok. Jelenlegi vérdíja 3 milliárd beli. A Sütemény szigeten történtek után Luffy-t, "A Tenger Ötödik Császárrá nyilvánították az újságokban. Kaido és Big Mom, az Onigashimai csata bukása után, Luffy hivatalosan is a Négy császár tagja lett.

## Megjelenése
Luffy híres névjegye a szalmakalapja (ezért is kapta a "Mugiwara no Luffy" - Szalmakalapos Luffy becenevet), amit gyerekkorában a legendás kalózkapitány, Vöröshajú Sanksz-adott neki. Sankszhoz való szoros kötődése általában abban nyilvánul meg, hogy ezt a szalmakalapot bármi áron maga mellett tudja.
Ruházata általában egy ujjatlan mellényből és egy hajtókás rövidnadrágból áll, amihez különböző kiegészítőket hord - csuklóvédő, karkötő, karszorító. Az öltözködése általában időjárásnak megfelelően változik, Alabastában például kaftánt viselt, mint a legénység többi tagja. Ruházata a sorozat nagyobb részegységeivel változik, mint mindenki másnak a Mugivara-Kaizokun belül.
Enies Lobby-után ruházata jellegzetességévé vált a két oldalzseb, amiben általában húst tárol, hogy gyorsan visszaszerezhesse elvesztett energiáját, a testét jobban igénybe vevő támadások után.

### Komolyabb támadások
- Gear Second(Második Fegyvertár): ilyenkor a gumi ereit kitágítja így a vér gyorsabban megy benne és mivel a teste gumiból van ezért a szervei kibírják ezt a túlterhelést. Bár ilyenkor Luffy nehezebben vesz levegőt de erősebb és gyorsabb támadásokra képes.
- Gear Third - Bone Ballon(Harmadik Fegyvertár, csont ballon): Ilyenkor felfújja a csontját így pl: az öklén nagyobb felületű lesz a csont és nagyobb a találat esélye.
- Gear Fourth:
- Gear Fifth:Sun God Luffy

- Kinniku fuusen (Negyedik Fegyvertár, Izom Léggömb, pattogó ember): A 2 éves tréning alatt sikerült kifejlesztenie ezt a technikát, felfújja az alkarját ugyanúgy mint ahogy a 3. fokozat átalakulásánál, hihetetlen mennyiségű levegőt áramoltat a testébe ezáltal megnövelve az izmait, és közben ezzel a technikával alkalmazza a fegyverzet színe nevű hakit. Azonban ennek a fokozatnak van egy bizonyos ideje, hogy Luffy meddig tudja fenntartani ezt a fokozatot. A fokozat lejárása 10 percig nem tud hakit használni.
- Tankman: Manpuku Baajon (Negyedik Fegyvertár, Tankember: teljes verzió): Ez a 4. fokozat teljes verziója, a Sütemény szigeten veti be először. Ugyanúgy mint a pattogó ember verziónál, hakit használ, meg ennél a verziónál rengeteg süteményt kell megennie, hogy ezt a szintet használni tudja. Azonban ennek a fokozatnak is van egy bizonyos ideje, hogy Luffy meddig tudja fenntartani ezt a fokozatot. A fokozat lejárása után 10 percig nem tud hakit használni.
- Snakeman: (Negyedik Fegyvertár, Kígyóember): A 4. fokozat egy újabb verziója, ez a képességgel Luffy sokkal gyorsabb lesz. Ezt a technikát Katakuri ellen használta. Azonban ennek a fokozatnak is van egy bizonyos ideje, hogy Luffy meddig tudja fenntartani ezt a fokozatot. A fokozat lejárása után 10 percig nem tud hakit használni.
- Gear Fifth (Ötödik Fegyvertár): Az 5. fokozat az valójában Luffy felébredt démongyümölcse, miután harmadszorra is kikapott Kaidotól. Ebben az alakban Luffy bemutatja azt a képességét, hogy azonnal megváltoztatja a testtömegét, és képlékennyé teszi a talajt, hogy úgy nyújtsa, mint a gumit. A testet a gumi tulajdonságávaival ruházza fel és az elfogyasztója kedve szerint harcol, mosolyt csal az emberek arcára. A gyümölcs felébredése még több erőt és szabadságot ad a gumitestének. A gumigyümölcs másik neve a zoan embergyümölcs, mítikus típus modell: Nika (Nika a napisten)

Oda Eiicsiró szerint Luffy legtöbbször egy majomra emlékeztet (grimaszolás közben az arca egy majoméhoz hasonlít).

## Kalandjai
A manga és az anime eleje sok mindenben eltér, pl. az animében nem árulják el, hogy Luffy, hogyan szerzi a bal szeme alatti sebhelyet (Sanksznak akarja bizonyítani, hogy elég bátor a kalóz élethez, ezért vágja meg saját magát), az ördöggyümölcs, vagy (démongyümölcs) esete (az animében rajtakapják Luffyt, amikor megeszi, a mangában csak utólag veszik észre, amikor Shanks meg akarja állítani és megnyúlik a karja).
Luffyt miután apja magára hagyta, nagyapja, Garp viselte gondját. Mivel Luffy apja, Dragon, a legkeresettebb törvényen kívüli, ezért Garp a Szélmalom falu beli barátaira bízta Luffyt. 6 éves korában találkozott a vörös hajú kalózokkal, akik 1 évig a falu egyik kocsmáját használták főhadiszállásként. Ez idő alatt nagyon jól összebarátkoztak, majd amikor néhány hegyi bandita belekötött Sankszba, Luffy felháborodott, amiért nem védte meg magát, és mérgében megette a gyümölcsöt, ami az asztalon volt. Sanksz későn vette észre, hogy az, a démongyümölcs volt, amit nemrég loptak, így Luffy gumiemberré vált. Később visszatértek a banditák, és szidták a kalózokat, ami nagyon feldühítette Luffyt, ezért beszólt nekik. A banditák meg akarták ölni, de Sanksz a segítségére sietett és a bal kezét feláldozva sikerült megmentenie. Ezek után véglegesen elhagyták a falut, és Luffy megígérte neki, hogy egy nap megtalálja a One Piecet, és ő lesz a kalózkirály. Sanksz rábízta a szalmakalapját, addig amíg be nem teljesíti az ígéretét.
Miuán Garp szembesült a ténnyel, hogy Luffy mindenáron kalóz akar lenni, dühében a hegyi banditákra bízta és elhatározta, hogy eléri, hogy lemondjon kalóz terveiről, és erős tengerészt fog nevelni belőle, az öreg ugyanis a haditengerészet egy igen befolyásos tagja volt. Luffy a banditáknál ismerkedett meg Gold D. Ace-szel, akit szintén Garp vitt oda. Mivel Ace apja, (a kalózkirály Gold D. Roger volt) illetve Sabóval, egy előkelő szökött fiával. Mindhármuk terve az volt, hogy kalózkapitányok lesznek, ezért testvérekké fogadták egymást, és megfogadták, hogy 17 éves korukban elhagyják a szigetet és útra kelnek álmaik megvalósítása céljából.
Miután Luffy útnak indult viharba keveredett, és a hajóját elnyelte egy örvény. Egy hordóban aludt el, (az anime szerint) amit egy hajó kihalászott a tengerből. Később a hajót megtámadta Lady Alvida kalózcsapata, akiket Luffy szétvert, és egyúttal kiszabadította tőlük Cobyt, aki véletlenül került a kalózok közé. Luffy az ütközet alatt hallott Roronoa Zororól, a hírhedt kalózvadászról és felkeltette az érdeklődését. Elindult a közeli tengerészeti városba, mert megtudta, hogy ott tartják fogva Zorot. Coby vele tartott, mert csatlakozni akart a tengerészethez, ugyanis az álma, hogy tengerész lehessen.
A manga szerint: Luffy partra sodródik a hordóban, pont Lady Alvida kalózcsapatának rejtekhelyénél, de a történet további része ugyanaz. Összebarátkozik Cobyval, elintézi a kalózokat és elhajóznak.
A városba érve megtudták, hogy Zoro bántalmazta a helyi tengerész kapitány fiát, Helmeppót, majd egyezséget kötött vele, hogy ha egy hónapig kibírja étlen-szomjan, akkor nem bántják a fogadó tulajdonosát és annak családját. De Helmeppo megunta a várakozást, és ki akarta végeztetni Zorot, ezért Luffy elhatározta, hogy megmenti és bármi áron, de a társává teszi. Egyezséget kötött Zoroval, hogy ha visszaszerzi a kardjait, akkor a társa lesz, de mivel ezután is ellenkezett végül megzsarolta, hogy ott hagyja meghalni, így inkább a társa lett. Ezután együtt legyőzték Morgan kapitányt és felszabadították a várost a terrorja alól. Zoro álma, hogy a világ legjobb kardforgatója legyen.
A következő szigeten Luffy megismerkedett a kalózokat kifosztó Namival, akiről megtudta, hogy remek navigátor és "tolvaj-macska" egyben. Bármi áron rá akarta venni, hogy legyen a kalózcsapata tagja, ezért belement egy alkuba, ami miatt a Buggy kalózok majdnem megölték mindhármukat. Végül elintézték a kalózokat, szereztek egy térképet a Grand Linera, és Nami is beleegyezett, hogy társul velük. Nami álma, hogy megrajzolja az első pontos világtérképet.
Mivel nem volt hajójuk, elhatározták, hogy a következő szigeten szereznek egyet. Itt ismerkedtek meg a hazug Usoppal, aki remek lövész. Megtudták, hogy Kuro kapitány le akarja mészárolni az egész falut, ezért megállították őket. Kayától kaptak egy kis hajót, a Going Merryt, majd Usopp is csatlakozott a csapathoz. Uropp álma, hogy a tenger bátor harcosává váljon.
Továbbindulva arra a döntésre jutottak, hogy szükségük lesz egy szakácsra, így meglátogatták a híres úszó éttermet, a Baratiet. Itt ismerkednek meg Sanjival, aki nemcsak remek szakács, de a harcban is jó. Mivel a szakács mindene a keze, ezért a lábát használja. Mikor Luffyék megérkeznek véletlenül kárt tesznek az étteremben. Mivel nincs pénzük Luffynak le kell dolgoznia. Az éttermet megtámadja Don Krieg, az East Blue legerősebb embere, és kalózcsapata. Luffy alkut köt az étterem tulajdonosával, hogy ha legyőzi a kalózokat, akkor elengedi a tartozását. Végül legyőzi őket és Sanjit is sikerül rávennie, hogy csatlakozzon hozzájuk. Sanji álma, hogy megtalálja az All Blue-t.
Később Nami miatt keveredtek bajba, mert otthagyja a csapatot a hajóval együtt. Mikor megtudják, hogy Namit kihasználják, már több éve a halember kalózok, elmennek Arlong Parkba és porig rombolják. Így felszabadítják a szigetet a zsarnok uralom alól és Nami is szabad lesz. Magukra haragítottak egy tengerész parancsnokot, akit Arlong mindig busás összegekkel megvesztegetett, így elintézte, hogy Luffy fejére 30 millió belis vérdíjat tűzzenek ki.
A csapat ezután a Grand Line felé vette az irányt, de előtte még megállnak Logetownban, a kezdet és vég városában. Luffy lázba jön, amikor megtudja, hogy az a hajdani kalóz király, Gold D. Roger szülővárosa, és ott is végezték ki. Minden vágya, hogy láthassa azt a tájképet, amit Roger látott halálakor, ezért felmászik a kivégzőállványra. Figyelmetlensége miatt elkapja Buggy és le akarja fejezni, de ekkor egy váratlan villámcsapás leégeti az emelvényt. Hatalmas vihar kerekedik és így sikerül megszökniük az őket üldöző Smoker kapitány és a tengerészek elől, majd elindulnak a Grand Linera.
A Grand Line a legveszélyesebb kalózok és legerősebb tengerészek lelőhelye. Több erő uralja. Az egyik a shichibukai, aminek tagjai a Grand Line legerősebb volt kalózai, akik most legálisan kalózkodnak a Világkormányzat nevében. A másik a Világkormányzat, ők a "jó" oldal, a tengerészet vezetői élükön a 3 admirálissal. Továbbá a Négy császár, a 4 legerősebb kalózkapitány, akiknek egyike Shanks.
Miután sikeresen átkelnek a hegyen találkoznak Laboonnal, a hatalmas bálnával, akit néhány kalóz hagyott hátra már 50 éve. Luffy összebarátkozik vele és megígéri neki, hogy mikor kalózkirály lesz újra találkozni fognak. Megtudják a bálnát gondozó orvostól, hogy egy Log Posera lesz szükségük a Grand Lineon való hajózásra, mivel ott nem használhatóak a hétköznapi iránytűk. Továbbá megtudják, hogy 7 útvonal közül választhatnak, amik legvégül összefutnak. Mivel az általuk elintézett két bálnavadász megkéri őket, hogy vigyék Whiskey Peakbe őket, így eldől, hogy melyik úton induljanak el.
Whiskey Peakbe érve furcsamód barátságos fogadtatásban részesülnek, majd kiderül, hogy az összes lakos fejvadász és a Barokk Works tagjai. Miután elintézik őket megtudják, hogy az egyik bálnavadász valójából Arabasta hercegnője, Vivi, aki kémkedett a szervezet rejtélyes vezetője után. Véletlenül elszólja magát Luffyék előtt, hogy a vezető nem más, mint az egyik shichibukai, Crocodile (hajdani vérdíja 80 millió volt), így nyakig belerángatja őket is. Ezután együtt indulnak el Arabastába megállítani a felkelőket, mert megtudják, hogy az egész lázadás mögött Crocodile áll.
A 2. sziget, amin megállnak Little Garden, ahol összetűzésbe keverednek néhány Barokk Works ügynökkel. Sikeresen legyőzik őket, majd megtévesztő jelentést adnak, így nyugodtan hajóznak tovább, mert azt hiszik róluk, hogy meghaltak. Szereznek egy Eternal Poset, aminek hála egyenesen Arabastába mehetnek, viszont Nami megbetegszik, ezért kitérőt tesznek Drum Birodalomba. Itt megakadályozzák, hogy a hajdani király visszaszerezze trónját, és új társra tesznek szert Chopper, egy rénszarvas személyében, aki megevett egy démongyümölcsöt, így részben emberi alakot is tud ölteni, mindemellett remek orvos.
Arabastába érve találkoznak Acevel, aki felajánlja Luffynak, hogy csatlakozzon a Fehérszakáll kalózokhoz, de elutasítja őt. Elmondja nekik, hogy jelenleg Feketeszakállt keresi, aki a beosztottja volt, de megölte az egyik társát és megszökött, ezért nyomban tovább is áll, de még előtte ad Luffynak egy papírdarabot, amiről csak később tudják meg, hogy egy Vivre Card (olyan papír, ami megmutatja, hogy merre van a tulajdonosa, és hogy milyen az egészségi állapota). Ezek után elindulnak megállítani a felkelést, de elkésnek. Végül hosszas küzdelem után legyőzik a Barokk Works elit ügynökeit, és Luffy is megállítja Crocodilet. Végül sikerül leállítani a csatát, majd Luffyék miután felgyógyulnak, elmenekülnek az őket üldöző tengerészek elől Bon Clay segítségével, aki eredetileg egy Barokk Works ügynök volt, de összebarátkozott tudatlanul Luffyékkal. Végül elbúcsúznak Vivitől, és elindulnak a következő sziget felé. Ezután felbukkan a hajón Nico Robin (vérdíja 79 millió beli), Crocodile segédje, és közli Luffyval, hogy vállaljon felelősséget azért, amiért megmentette az életét, így beleegyezik, hogy a társuk legyen és a hajón marad. Eleinte nem örülnek neki a többiek, de hamar megnyeri a bizalmukat. A történtek után Luffy vérdíját felemelték 100 millió belire, és Zoro is kapott 60 milliós vérdíjat, de erről csak később szereztek tudomást.
A következő sziget felé haladva látnak egy 200 éves hajót lezuhanni az égből, majd találnak rajta egy térképet Skypiearól, az égi szigetről. Mivel a Log Pose is felfelé mutat Luffy teljesen belelkesül és bármi áron fel akar menni. Elmennek a közeli Jaya szigetre információt szerezni. Mock Townban kötnek ki, ami egy kalózváros. Ott kinevetik és megverik Luffyt és Zorot, amiért hisznek az álmokban. Itt Luffy találkozik Feketeszakállal, aki biztatja, hogy ne adja fel az álmait. Robin szerez egy térképet, így elmennek meglátogatni a kirekesztett embert, aki megkedveli őket és segít nekik feljutni az égi szigetre. Eközben Feketeszakáll megtudja, hogy Luffy vérdíja 100 millió beli, és utána ered, hogy elkapja. Késve érkeznek, így már csak annak lehetnek tanúi, ahogy a szalmakalapos csapat felmegy az égi szigetre.
Skypieaba érve kiderül, hogy annak vezetőjét mindenki Istennek hívta. Azonban egyszer megjelent egy ember, Enel a seregével és legyőzte az Istent. Ezután átvette a helyét és azóta félelemben él mindenki. A szalmakalapos kalózok, a régi isten, és a helyi őslakosok megküzdenek Enellel és annak emberivel. Luffynak ugyan nehezen, de sikerül legyőznie Enelt, aki ezután léghajójával a Holdra megy. A régi isten visszaveszi pozícióját, Luffyék pedig jó pár aranytárgyat gyűjtenek össze és elfutnak a szigetről.
Visszatérve a kék tengerre elindulnak hajóácsot keresni. A következő szigeten egy kalózcsapat kihívja őket egy játékra, ahol ha veszítenek elveszik az egyik társukat. Egy 3 fordulós meccsen vesznek részt, ahol az első forduló elvesztése után elveszik tőlük Choppert, de a másik kettőt megnyerik így nemcsak visszaszerzik, de még a kalózok zászlóját is megkaparintják. A kalózzászlót a szigeten élő öregembernek adják, majd találkoznak egy tengerész admirálissal, aki kezdetben azt állítja, hogy nem akar tőlük semmit, majd felszólítja őket, hogy adják át neki Robint, cserébe nem bánt senkit. Luffy elutasítja az ajánlatot, majd harcba keverednek, de sikerül elmenekülniük.
Ezután megérkeznem Water Sevenbe, ahol a leghíresebb hajóácsok élnek. Elindulnak pénzre váltani az aranyukat, hogy abból megjavíttathassák a Going Merryt. Megismerkednek Iceberggel, a város polgármesterével, aki a legjobb hajóács is egyben - a híres hajóépítő, Tom segédje volt -, aki szembesíti őket azzal a ténnyel, hogy a hajójuk javíthatatlan. Észreveszik, hogy Usopp eltűnt és a pénzük nagy része is hiányzik. Megtudják, hogy a Franky család a tettes, majd utánuk erednek és megtalálják Usoppot összeverve. Mérgükben porig rombolták a tolvajok búvóhelyét, de a pénzük nem tudták visszaszerezni. Miután elmondták, hogy új hajót kell venniük Usopp fellázadt, párbajra hívta Luffyt, amit elvesztett, majd utána elhagyta a csapatot. Robin a szigetre érkezés után eltűnt, majd megtudták, hogy majdnem megölte Iceberget. Végül kiderült, hogy Iceberg "barátai" álltak az ügy mögött, akik valójában a CP9 tagjai, és a pusztító fegyver terveit akarták megszerezni, amit Icebergre és Frankyra bízott régen Tom. Mivel a terveket nem sikerült megszerezniük elrabolták Frankyt és a vele lévő Usoppot, Robin pedig önszántából ment velük. Luffyék megtudták, hogy Robin egyezséget kötött a CP9 tagjaival, hogy ha velük megy, akkor nem emelnek kezet a társaira. Luffy a hír hallatán a Franky családdal, és néhány hajóáccsal elindult Enies Lobbyba kiszabadítani a foglyokat. Mikor utolérték őket Luffy háborút hirdetett a világkormány ellen, ezzel elérve, hogy Robin végre kimondja, hogy élni akar. Végül nagy nehézségek árán legyőzték a CP9 tagjait, kiszabadították Robint, és a hirtelen a semmiből felbukkanó Going Merryvel sikerült elmenekülniük. A visszaúton összetalálkoztak Iceberg hajójával, majd elbúcsúztak a Going Merrytől és felgyújtották. Mindenki legnagyobb meglepetésére Merry megszólalt és búcsúzóul megköszönte nekik, amiért eddig vigyáztak rá.
Visszatérve Woter Sevenbe búslakodnak, hogy se pénzük, se hajójuk, ám akkor Franky megkéri őket, hogy használják azt a hajót, amit a tőlük lopott pénzből akar építeni. Örömük nem tart sokáig, mert felbukkannak a tengerészek és megtámadják őket. Hatalmas meglepetésként éri a csapatot, hogy a híres Garp admirális Luffy nagyapja. Erre rátesz még egy lapáttal, hogy Garp elmondja nekik, hogy Luffy apja él, és nem más mint Gragon, a forradalmárok vezetője. Ez után Garp közli Luffyval, hogy futni hagyja, majd találkozik Cobyval, aki a nagyapja tanítványa lett. Az Enies Lobby eset után a csapat összes tagjának a fejére vérdíjat tűztek ki, és Franky is kapott, ezért elhatározták, hogy magukkal viszik. Elkészülvén az új hajójuk a Thousand Sunny, elindulnak rábeszélni Frankyt, hogy legyen a hajóácsuk. Végül csatlakozik hozzájuk, ám sietősre kell venniük az indulást, mert feltűnik újra Garp és el akarja fogni őket. Usopp az utolsó pillanatban fut be, de akármit mond nem veszik észre a többiek, ezért végül bocsánatot kér a viselkedéséért és megesküszik, hogy soha többé nem lázad fel Luffy ellen. Luffy elfogadja a bocsánat kérését és újra a kalózcsapat tagja lesz.
Elindulva a következő sziget felé át kell haladniuk egy rejtélyes helyen, a Florian Háromszögen, ami arról híres, hogy évente 100 hajó tűnik el ott, ráadásul szellemek és élő csontvázak bukkannak fel. Luffy teljes lázban ég, mivel mindenért rajong, ami különleges. Össze is futnak az élő csontvázzal, Brookkal, akit Luffy rögtön meg is hív a csapatába, amit a többiek nem fogadnak túl lelkesen. Végül Brook elutasítja, mert nem érheti napfény, ugyanis ellopták az árnyékát, és így porrá válna. Míg beszélgetnek a Thriller Bark kalózhajó (akkora, mint egy kisebb sziget, ráadásul erdő is van rajta) fogságába esnek. Hiába figyelmezteti őket Brook, hogy tűnjenek el, Luffy akkor is felfedező útra indul. Útközben furcsábbnál furcsább zombikba botlanak, majd megtudják, hogy a Thirrel Bark kapitánya, Gekko Moria egy shichibukai, aki az ellopott árnyékokat használva kelti életre a zombikat. Luffy kíváncsiságának ára, hogy ellopják az árnyékát Zoroéval és Sanjiéval együtt. Miután a hajójukon magukhoz térnek Luffy kiborul, mert ellopták az összes ételüket. Franky elmeséli nekik, hogy Brook valójából az egyik kalóz, aki 50 éve ígéretet tett Laboonnal, a bálnának. A hír hallatán Luffy elhatározza, hogy bármi áron, de beveszi a csapatába. Elindulnak visszaszerezni az árnyékukat... vagyis Luffy elindul szétverni Moriát, Sanji tűzben égve elrohan megakadályozni Nami esküvőjét, Zoro pedig Brookot indul megkeresni, mert megtudja, hogy egy legendás kardforgató testébe zárták az árnyékát. Luffy árnyéka egy hatalmas harcos testébe, Ozéba került, ráadásul Moria felruházta azzal az erővel, hogy képes legyen megnyújtani a testét. A szalmakalapos kalózok vesztésre álltak, amikor végre megérkezett "rémálom" Luffy, akinek a testébe 100 árnyékot nyomtak a hajón bujkáló árnyéktalan kalózok. Végül leteríti Ozt, de elhagyják a testét az árnyékok, így a végső csapás beviteléhez megmutatja a szalmakalapos kalózok tökéletes csapatmunkáját. Luffy túlterheli a  testét, hogy végül ki tudja ütni Moriát és visszatérnek az árnyékaik. Ezután eszméletét veszti. A csapat többi tagjának nincs ideje fellélegezni, mert feltűnik egy másik shichibukai, Bartolomew Kuma, aki felajánlja a csapatnak, hogy életben hagyja őket, ha átadják neki Luffyt. Mivel nemet mondanak egy hatalmas robbanással elintézi őket, de Zoro nem adja fel. Miután látja, hogy nincs esélye Kuma ellen, megkéri vegye el az ő életét a kapitányáé helyett. Kuma belemegy az alkuba és Luffy testéből az összes kínt és szenvedést kivonja, majd Zoronak adja, mondván ha helyette akar meghalni, akkor vigye magával az összes fájdalmát. Ez után Kuma csendben távozik. Zoronak sikerül túlélnie, majd Brook is csatlakozik a csapathoz és továbbindulnak.
A Moria incidens után a Shabandoni Archipelago nevű szigetre érkeztek. Itt találkoztak útközben Arlong egyik volt kalózával, Hachival, aki azóta jó útra tért és boltot nyitott. A Shabandoni Archipelagon a tenryubitoknak teljhatalma van. Ők a Világkormányzatot létrehozó 22 király leszármazottjai. Mindent megtehetnek amit csak akarnak. Rabszolgákat vásárolnak, akiket emberszámba se vesznek azután. A vadászok fogják el az embereket, sellőket, akiket később rabszolgának adnak el. Ők fogták el Hachi egyik barátját, egy fiatal sellőlányt, akit el akarnak adni az árverésen. Luffyék elmentek az árverésre hogy ezt megakadályozzák. Azonban ott összetűzésbe keveredtek a tenryubitokkal. Luffy az egyiket megverte, amire azok a Világkormányzattól kértek segítséget. A Shabandoni Archipelagon rengeteg félelmetes kalóz is tanyázik, akik ennek szemtanúi voltak és Luffy mellé álltak. A szigetre érkezett Kizaru admirális, aki több, mint 400 kalózt fogott el, így leverve a "felkelést". A szigeten a szalmakalap kalózok ismét találkoztak Kumaval, aki képességével több ezer méter magasba dobta őket és mindannyian különböző szigetekre estek.
Luffy Amazon Lillyben ért földet, a nők szigetén. Amazon Lilly vezetője a shichibukai egyetlen női tagja, Boa Hancock, aki beleszeret Luffyba és elhatározza, hogy segít neki. Ugyanis azt a hírt vitték Hancocknak, hogy Crocilet a rettegett börtönbe, Impel Downba zárták, megfosztották a shichibukai címtől és helyébe Feketeszakállt tették, aki elfogta Portgas D. Acet és a tengerészet kezére adta. Acet 1 hét múlva nyilvánosan kivégzik.
Hancock segített Luffynak bejutni Impel Downba, azonban elkéstek. Mire odaértek Acet már elvitték a kivégzőhelyre. Luffy ezt akkor tudta meg, mikor a börtön legalsó szintjére ért. Tudta, hogy nehezen fog tudni kijutni, ezért szabadon engedte Ace egyik barátját, Jimbeit, aki a shichibukai egyik tagja, továbbá Crocodilet, aki felajánlotta segítségét. Többek közt kiszabadították Crocodile embereit, Mr.1, Mr.2 és Mr.3-at. Az okamák-nő és férfi is egyszerre- és vezetőjük Ivankov is segített Luffynak, illetve Buggy, akivel a börtönben találkozott annak szökése közben. A börtönőröket legyőzték, de a börtön igazgatója, Magellan túl nagy falat volt számukra-ő már legyőzte Luffyt, mikor először találkoztak. Végül Luffy Mr.3 segítségével lelassította Magellant és sikerült mindenkinek megszöknie, kivéve Mr.2-t aki ott maradt, hogy kinyithassa nekik az Igazság Kapuját, amin keresztül elmenekülhetnek a tengeren.
A kivégzőhelyen az egybegyűlteknek elmondták, hogy Ace igazi apja Gold Roger, a kalózkirály volt. Ekkor a tengeren több kalózhajó érkezett meg, hogy megmentsék Acet és végül Fehérszakáll is megérkezett. Már harcoltak a tengerészekkel, mikor Luffy és a szökött rabok megérkeztek, akik szintén beszálltak a harcba. Luffynak sikerült kiszabadítania Acet, de ezután az egyik admirális, Akainu támadt rájuk. Nem tudták őt legyőzni. Mikor Akainu meg akarta ölni Luffyt, Ace az élete árán megvédte őt. Luffy ezt látva eszméletét vesztette. Fehérszakáll parancsba adta, hogy mentsék meg Luffyt és mindenki vonuljon vissza. Ez meg is történt, azonban Fehérszakáll egyedül a harctéren maradt és földrengést okozó erejével -Ördöggyümölcs ereje- egy szakadékot hozott létre a 2 harcoló fél között. Ezután egyedül szállt szembe az ellenséggel. Először Akainut győzte le, majd megérkezett Feketeszakáll is, akit szintén megsebesített. A sérülései már súlyosak voltak -Akainu majdnem a feje felét leégette- és nagyon idős is volt -72 éves-, így nem bírta tovább és meghalt. Halála előtt Feketeszakállnak azt mondta, hogy hiába örökli a D. nevet, nem ő lesz a kiválasztott. Halála után Feketeszakáll megszerezte képességét és a Világkormányzat ellen fordult. Így 3 erő állt szemben egymással: a Fehérszakáll kalózok és szökött rabok, a Világkormányzat és shichibukai, Feketeszakáll és emberei. Luffyt Buggy kimentette és egy kalózkapitányra bízta, akit Luffy Shabandoni Archipelagon ismert meg.
A harc vége felé érkezett meg Shanks és csapata, aki lebeszélte mindhárom félt a harcról.
Fehérszakáll halála után káosz lett a tengeren és szigeteken, más kalózok elfoglalták az ő szigeteit. Luffyt és Jimbeit Amazon Lillybe menekítették.